# International League for Human Rights
International League for Human Rights (ILHR) er en international almennyttig menneskerettigheds-organisation, med hovedkvarter i New York, USA og repræsentation i flere lande.
ILHR mener at de er den ældste menneskerettigheds-organisation i USA.
Organisationen har sin oprindelse i Ligue Française pour la Défense de Droits de l'Homme et du Citoyen, som blev grundlagt i Frankrig, sidst i det det nittende århundrede.
Oprettelsen af orginisationen blev foretaget i New York i 1942 af europæiske flygtninge og Roger Nash Baldwin, grundlægger af American Civil Liberties Union, under navnet International League for the Rights of Man.
I 1947 ændrede organisationen navn til det nuværende, og fik konsutativ status i United Nations Economic and Social Council (ECOSOC), med ret til at vidne i denne organisation i forbindelse med brud på almene rettigheder i aktuelle hjemlande.

## Organisationens formål
At beskytte og forsvare menneskerettigheds-forkæmpere, som risikerer deres liv og lange fængselsstraffe, ved at være fortalere for civile rettigheder i deres hjemlande.

## Ekstern henvisning
- ILHR’s officielle hjemmeside Arkiveret 3. februar 2010 hos  Wayback Machine